# Locomotora de Vapor 020-210
La Locomotora de vapor 020-0210, també coneguda com a Teresita, és una Locomotora feta per l'empresa Cockerill a Seraing (Bèlgica) el 1883 i que es troba conservada actualment al Museu del Ferrocarril de Catalunya, amb el número de registre 00001 d'ençà que va ingressar el 1981, com una donació de la companyia de ferrocarrils de Alcañiz a Puebla de Híjar."	

## Història
Va ser construïda per Cockerill el 1883 per a Jose Mael y Catala, de Barcelona. L'any 1910 va ser venuda a la companyia Alcañiz a Puebla de Híjar, a on va rebre el número 4. Té una potència de 125 cv, un esforç de tracció de 1128 kg, i un diàmetre de rodes motrius de 200 mm, amb distribució Stephenson.
Es va utilitzar com a màquina de maniobres als tallers del Clot, amb el número 1. Posteriorment es va fer servir com a generador de vapor. Va ser retirada a Vilanova i la Geltrú el 1975. No surt a l'àlbum de vapor de Renfe de l'any 1947. És de tipus vapor saturat i fogar vertical. A la companyia del Nord van existir dues d'aquest tipus, la 020-0210 i la situada als tallers de Valladolid amb el número E1.
La Real Compañía Asturiana de Minas també va fer servir aquest tipus de locomotores, així com la Duró Felguera y las minas del Sabero. A Bèlgica van funcionar també com a locomotores de maniobres.

## Conservació
El seu estat de conservació és dolent. Entre els anys 1990 i 1991 es va sotmetre a una restauració integral de xapa i pintura.	

## Exposicions
- MOROP, Vilanova i la Geltrú